# Hans Tröger
Hans Tröger (Plauen, 29 agosto 1896 – Schwangau, 21 gennaio 1982) è stato un generale tedesco della Wehrmacht durante la seconda guerra mondiale, nella quale comandò numerose panzer-divisionen e venne decorato con la Croce di Cavaliere della Croce di Ferro.

## Biografia
Tröger entrò nell'Esercito imperiale tedesco nel 1915 con il grado di Fahnenjunker (cadetto ufficiale) nel quale servì come ingegnere. Dopo la prima guerra mondiale continuò a servire nella Reichswehr della Repubblica di Weimar. Nel 1935 entrò nella Wehrmacht e fu trasferito nell'ufficio delle truppe motorizzate nell'Oberkommando der Wehrmacht (Alto comando delle forze armate) abbreviato in OKW nel quale servì per due anni a partire dal 1938. Agli inizi della seconda guerra mondiale fu nominato comandante del 64º battaglione motorizzato e in seguito del 103º reggimento fucilieri. L'11 novembre 1942 fu nominato comandante della 27. Panzer-Division che al tempo era impegnata nei combattimenti per potersi ritirare dal Severskij Donec. Nei primi mesi del 1943 lasciò il fronte orientale per prendere il comando della scuola per le truppe carriste in Germania.
in seguito ritornò ad un comando di divisione in testa alla 25. Panzer-Division il 20 novembre 1943. Tale divisione era impegnata nei combattimenti sul fronte orientale attoeno a Kiev, in cui aveva sofferto numerose perdite mentre si stava ritirando. Nell'aprile 1944 la divisione fu trasferita in Danimarca per potersi riprendere e Tröger fu promosso al grado di Generalleutnant (Generale di corpo d'armata) nei primi giorni di quel mese. In seguito gli fu affidato il comando della 13. Panzer-Division. In settembre la divisione prese parte ai combattimenti attorno a Chișinău trovandosi tagliata fuori. La divisione dovette impegnarsi in violenti scontri e alcuni uomini della divisione riuscirono a riunirsi alle linee tedesche, mentre il resto della divisione venne dirottato in Bulgaria da Tröger venendo catturata dalle forze bulgare. Dopo un periodo di internamento Tröger venne consegnato alle autorità sovietiche. Rimase prigioniero in Unione Sovietica fino al 1955.